# Елеонор Томлінсон
Елеонор Мей Томлінсон (англ. Eleanor May Tomlinson; 19 травня 1992, Лондон, Велика Британія) — англійська акторка.

## Біографія
Народилася 19 травня 1992 в Лондоні, Велика Британія. Батько — актор Малкольм Томлінсон. У дитинстві разом з родиною переїхала в Беверлі, де закінчила середню школу.
Дебютувала у кіно в 2005 році з роллю у фільмі «Падіння».
В 2010 році знялася в епізодичній ролі у фільмі «Аліса у Дивокраї».
В 2011 році отримала одну з головних ролей у фільмі «Джек — підкорювач велетнів», який вийшов у 2013 році.
У 2013 році зіграла Ізабеллу Невілл в серіалі «Біла королева».
В 2015–2019 роках знімалася в серіалі «Полдарк».

## Фільмографія
| Рік       |    | Українська назва                           | Оригінальна назва                   | Роль                  |
| --------- | -- | ------------------------------------------ | ----------------------------------- | --------------------- |
| 2005      | тф | Падіння                                    | Falling                             | маленька Дафна        |
| 2006      | ф  | Ілюзіоніст                                 | The Illusionist                     | юна Софі              |
| 2008      | ф  | Ангус, стрінги та поцілунки взасос         | Angus, Thongs and Perfect Snogging  | Джес                  |
| 2008      | тф | Ейнштейн і Еддінгтон                       | Einstein and Eddington              | Агнес Мюллер          |
| 2009      | с  | Пригоди Сари Джейн                         | The Sarah Jane Adventures           | Ів                    |
| 2010      | тф | Село                                       | Hepzibah - Sie holt dich im Schlaf  | Кірстен Шварц         |
| 2010      | ф  | Аліса у Дивокраї                           | Alice in Wonderland                 | Фіона Чаттавей        |
| 2010      | тф | Втрачене майбутнє                          | The Lost Future                     | Майру                 |
| 2013      | ф  | Джек — вбивця велетнів                     | Jack the Giant Killer               | принцеса Ізабелла     |
| 2013      | ф  | Сибірська школа                            | Educazione siberiana                | Ксенія                |
| 2013      | с  | Біла королева                              | The White Queen                     | Ізабелла Невілл       |
| 2013      | с  | Пуаро Агати Крісті                         | Agatha Christie's Poirot            | Аліса Каннінгем       |
| 2013      | с  | Смерть приходить в Пемберлі                | Death Comes to Pemberley            | Джорджиана Дарсі      |
| 2014      | ф  | Прокляття Штирії                           | The Curse of Styria                 | Лара                  |
| 2015      | кф | Дивний вид                                 | A Stranger Kind                     | Лілі                  |
| 2015—2019 | с  | Полдарк                                    | Poldark                             | Демельза Полдарк      |
| 2016      | ф  | Бездомні кішки                             | Alleycats                           | Денні                 |
| 2016      | ф  | Революція: Нове мистецтво для нового світу | Revolution: New Art for a New World | Любов Попова          |
| 2017      | ф  | З любов'ю, Вінсент                         | Loving Vincent                      | Аделін Рево           |
| 2018      | ф  | Колетт                                     | Colette                             | Джорджія Рауль-Дюваль |
| 2018      | с  | Випробовування невинністтю                 | Ordeal by Innocence                 | Мері Дюран            |
| 2019      | с  | Війна світів                               | The War of the Worlds               | Емі                   |
| 2020      | ф  | Кохання. Весілля. Повторити                | Love Wedding Repeat                 | Гейлі                 |
| 2020      | вг | Squadron 42                                | Squadron 42                         | Ребекка Трехо         |
| 2021      | с  | Небувалі                                   | The Nevers                          | Мері Брайтон          |

## Нагороди та номінації
| Рік  | Нагорода                             | Категорія                             | Робота  | Результат |
| ---- | ------------------------------------ | ------------------------------------- | ------- | --------- |
| 2016 | Телевізійний фестиваль в Монте-Карло | Найкраща акторка драматичного серіалу | Полдарк | Номінація |
| 2016 | TV Choice Awards                     | Найкраща акторка                      | Полдарк | Номінація |